# Josef Antonín Zentrich

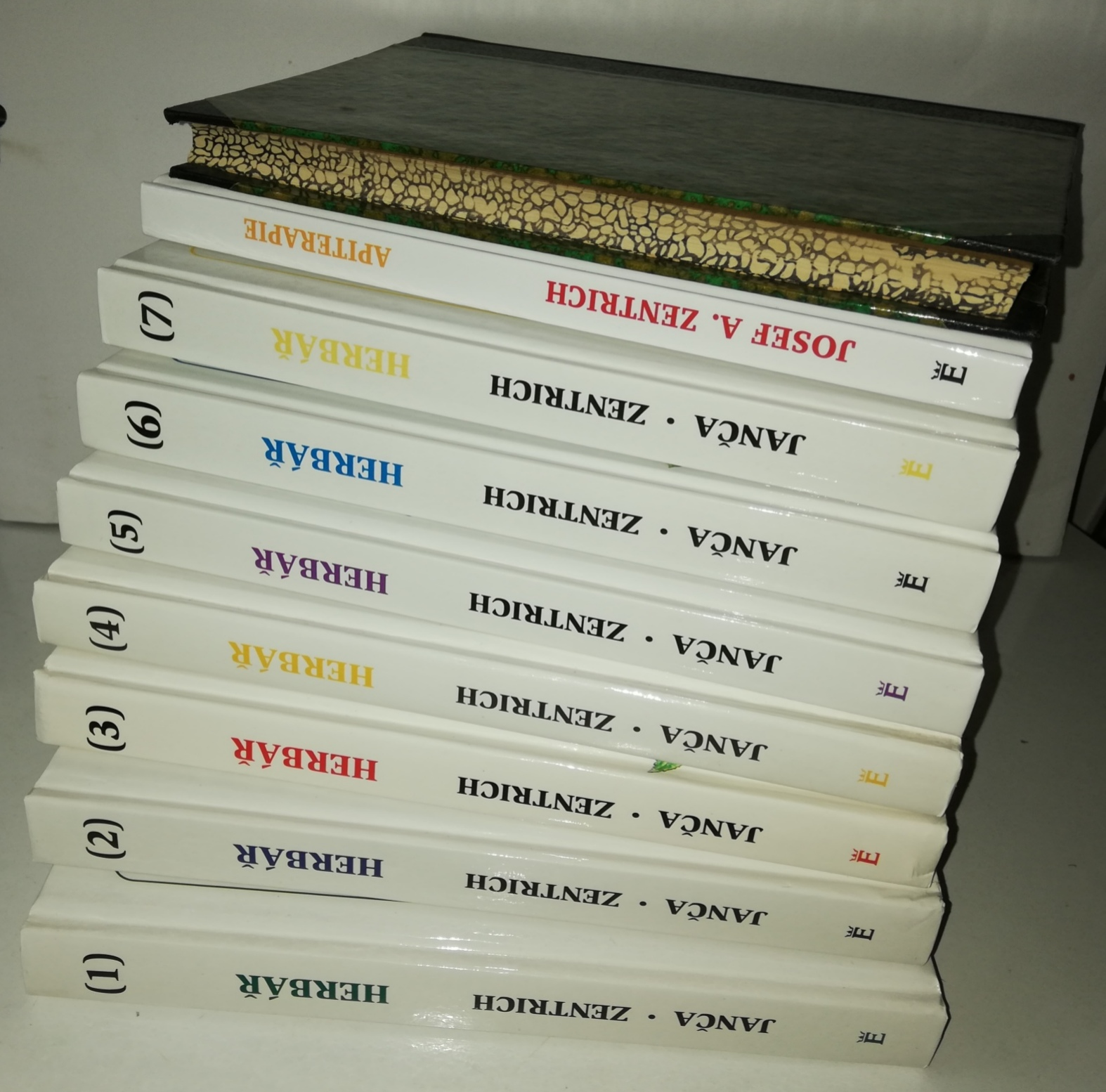
Herbář léčivých rostlin (společné dílo JANČA + ZENTRICH)

Josef Antonín Zentrich (20. září 1941 – 4. září 2012) byl český spisovatel, publicista (autor celé řady publikací o léčivých rostlinách), odborný poradce a znalec bylin, léčitel a odborník v oboru fytoterapie.

## Život
Josef A. Zentrich se narodil 20. září 1941 v Otrokovicích, kde také pracoval jako papírenský technolog až do roku 1968, kdy byl (pro své antikomunistické názory) přeřazen na pozici pomocného dělníka. V papírenském provozu pracoval dále a to až do roku 1983, kdy se začal plně věnovat léčitelství a bylinkářství.

### Cesta bylináře
Diagnóza začínající leukémie v roce 1964 (bylo mu 23 let) odstartovala Zentrichův zájem o alternativní metody léčby. Po léčbě chemickými látkami (medikamentózní léčbě) se jeho zájem poprvé soustředil na léčitelství ale především na bylinkářství. Základy v oblasti přírodního léčení a bylinkářství získal Zentrich od svého prvního léčitele, kterým byl Rudolf Franěc z Holešova (1910–1981). Léta 1969 až 1972 využil Zentrich k dálkovému studiu astrologie ve Švýcarsku; výuce v této činnosti se intenzivně věnoval více než 15 let. Po smrti svého učitele převzal jeho klientelu a samostatně v tomto obou dále působil. Bylinkovou poradnu začal provozovat v lázních Skalka v 80. letech 20. století. Nejprve prováděl svoji praxi tajně; od roku 1985 pak pod patronací JZD Slušovice. Po sametové revoluci si Zentrich v roce 1990 otevřel v Otrokovicích, Kyjově, Olomouci, Brně a dalších městech bylinkářské poradny. Nejprve pěstoval a sušil léčivé rostliny pro potřeby svých vlastních pacientů, později přešel na spolupráci s lékárenskými firmami.

### Cesta literární
Za spolupráce s MUDr. Josefem Jonášem vznikla v roce 1990 publikace Věčně zelené naděje, kde autoři seznámili čtenáře s vývojem lidového přírodního léčitelství, s jeho způsoby, prostředky a recepty. Ucelený přehled o léčení pomocí bylin popsal Zentrich na začátku svojí „posametové“ literární dráhy v knize Byliny v prevenci (1991, Olomouc: Fontána).

#### Publikace o různých -terapiích
Josef Zentrich se podílel na téměř třiceti publikacích zabývajících se bylinkářstvím a lidovým léčitelstvím. Několik knih věnoval i alternativním metodám léčení:
- Terraterapie a aquaterapie: léčení zemí a vodou (2002, Eminent Praha) se zabývá léčbou zemí, jílem a vodou;[4]
- Gemmoterapie: přírodní léčba pupeny (2000, Eminent Praha);[4]
- Apiterapie: přírodní léčba včelími produkty (2003, Eminent Praha).[4][5]

#### Třetí cesta ke zdraví
Dalším metodám alternativní medicíny se věnoval Zentrich v cyklu publikací souborně nazvaných Třetí cesta ke zdraví:
- V publikaci s podtitulem Ekologie duše pojednává o souvislostech nemocí těla a nemocí duše, o příčinách nemocí a tělesné disharmonie a rozebírá vliv současných přístupů ke zdraví a životu.[4] Autor se dotýká i postupů etikoterapie.[5][6][p. 1]
- V navazující knize s podtitulem Medicína vodnářského věku se pak Zentrich věnuje homeopatii a fyfoterapii.[4]

#### Herbář léčivých rostlin
Rozsáhlý sedmidílný Herbář léčivých rostlin (1994 až 1999, Eminent Praha) napsal Josef Zentrich společně s českým léčitelem, bylinkářem a propagátorem alternativní medicíny po sametové revoluci Ing. Jiřím Jančou. Herbář je doplněn ilustracemi rostlin od ilustrátorky a grafičky Magdaleny Martínkové: 
- Herbář léčivých rostlin 1 (A-D);
- Herbář léčivých rostlin 2 (E-K);
- Herbář léčivých rostlin 3 (L–P);
- Herbář léčivých rostlin 4 (P–Š);
- Herbář léčivých rostlin 5 (T–Ž);
- Herbář léčivých rostlin 6 - doplněk (A–Ž);
- Herbář léčivých rostlin 7 - receptář.[4]

#### Encyklopedie moderního bylinkářství
V letech 2007 až 2014 pak vyšla rozsáhlá trojdílná Zentrichova Encyklopedie moderního bylinkářství, která se skrývala pod názvem Zentrichova encyklopedie fytoterapie = Aencyclopaedia phytotherapeutica Centriciana:
- Encyklopedie moderního bylinkářství I. (A-Ch) vyšla v roce 2007 a čítala 408 stran + obrazové přílohy;
- Encyklopedie moderního bylinkářství II. (I-O) vyšla v roce 2008 v rozsahu dalších více než 400 stran (strany 409-844 + obrazové přílohy);
- Encyklopedie moderního bylinkářství III. (P-Z) vyšla v roce 2014 (tedy až po autorově smrti) a měla dalších více než 400 stran (strany 849-1288 + obrazové přílohy).[4]

#### Další témata publikací
Tématu astrologie a otázkám předpovídání možného budoucího „konci světa“ věnoval Zentrich publikaci s názvem Tajemství zimního slunovratu 2012, aneb, Když padalo Slunce (2010, Fontána Olomouc). Zentrich je také autorem publikace Prevence proti rakovině a její léčba (1. vydání 1993; Olomouc Fontána), které se dočkalo v roce 2003 druhého, podstatně rozšířeného vydání (za přispění spoluautora Ilji Zlámala) s upřesňujícím titulem Prevence proti rakovině a její léčba: přehled používaných metod v alternativní medicíně. V roce 1999 vydal znalec kvasných procesů Jan Jílek spolu s J. A. Zentrichem publikaci s názvem Příprava ovocných kvasů na výrobu slivovice (a ostatních pálenek): výroba slivovice a její léčivé účinky. Dvousetstránková knížka pojednává o praktických postupech správné přípravy ovocných kvasů, technologiích destilace při výrobě slivovice a ostatních pálenek a uvádí i léčivými účinky spojené se střídmou konzumací těchto ovocných destilátů.

### Závěr
J. A. Zentrich svými častými příspěvky obohacoval pravidelně vycházející periodikum s názvem Knihovnička Meduňky. Působil také jako odborný konzultant k některým pořadům Ostravské televize (odborný konzultant pořadu Pod pokličkou). Josef Antonín Zentrich zemřel 4. září 2012.
Člověk se zřejmě opravdu bude muset změnit k lepšímu, aby docílil nápravy svého pošramoceného zdraví ...
J. A. Zentrich, O člověku a zdraví, 

## Autor knih (výběr)
- ZENTRICH, Josef Antonín. Byliny v prevenci. Olomouc: Fontána, 1991; 331 stran; ISBN 80-900205-0-X.[3][2]
- ZENTRICH, Josef Antonín. Bylinářská poradna. Olomouc: Fontána, 1991; 175 stran; ISBN 80-900205-1-8; celkem vyšly 4 díly:[3]
  - Bylinářská poradna 1, aneb, 144 otázek a odpovědí;
  - Bylinářská poradna 2 - byliny, lidé, hledání;
  - Bylinářská poradna 3, aneb, Příroda léčí revmatismus;
  - Léčba zažívacího ústrojí, aneb, Bylinářská poradna.
- ZENTRICH, Josef Antonín. Prevence proti rakovině a její léčba. Olomouc: Fontána, 1993 91 stran; ISBN 80-900205-5-0.[4]
- ZENTRICH, Josef Antonín. Třetí cesta ke zdraví, aneb, Ekologie duše. Olomouc: Fontána, 1994; 222 stran; ISBN 80-900205-6-9.[3] (2. vydání v roce 1997, 3. rozšířené vydání v roce 2001);
- ZENTRICH, Josef Antonín. Třetí cesta ke zdraví II, aneb, Medicína vodnářského věku. Olomouc: Fontána, 1996; 188 stran ISBN 80-901989-3-7. (další vydání v roce 2002)
- ZENTRICH, Josef Antonín. Gemmoterapie: přírodní léčba pupeny. Praha: nakladatelství Eminent, 2000; 125 stran; ISBN 80-7281-099-5.
- ZENTRICH, Josef Antonín. Terraterapie a aquaterapie: léčení zemí a vodou. Praha: nakladatelství Eminent, 2002; 179 stran; ISBN 80-7281-097-9.
- ZENTRICH, Josef Antonín. Apiterapie: přírodní léčba včelími produkty. Praha: nakladatelství Eminent, 2003; 173 stran; ISBN 80-7281-104-5.
- ZENTRICH, Josef Antonín. Rady bylináře Zentricha. Vydání 1. V Olomouci: Fontána, 2004; 291 stran ISBN 80-7336-186-8.[2]
- ZENTRICH, Josef Antonín. Zentrichova encyklopedie fytoterapie = Aencyclopaedia phytotherapeutica Centriciana. (Alternativní název: Encyklopedie moderního bylinářství) 1. vydání Olomouc: Fontána (Českomoravský svaz léčitelských umění se sídlem v Olomouci), 2007 až 2014. 3 svazky ISBN 978-80-7336-389-5.[4]
- ZENTRICH, Josef Antonín. Tajemství zimního slunovratu 2012, aneb, Když padalo Slunce. Vydání 1. Olomouc: Fontána, 2010. 262 stran; ISBN 978-80-7336-620-9.[4]

## Spoluautor knih (výběr)
- Škovirová, Katarína a Zentrich, Jozef A. Liečivé rastliny Turca: Katalóg výstavy. Martin: Turčinaské múzeum A. Kmeťa, 1989; 1 svazek (nestránkováno).[3]
- ZENTRICH, Josef Antonín a JONÁŠ, Josef. Věčně zelené naděje. 1. vydání; Ústí nad Labem: Severočeské nakladatelství, 1990; 407 stran; ISBN 80-7047-035-6.[3]
- JANČA, Jiří a ZENTRICH, Josef Antonín. Herbář léčivých rostlin. 1. vydání Praha: nakladatelství Eminent, 1994-1999. 7 svazků; ISBN 80-85876-02-7.[3]
- JÍLEK, Jan a ZENTRICH, Josef Antonín. Příprava ovocných kvasů na výrobu slivovice (a ostatních pálenek): výroba slivovice a její léčivé účinky. Olomouc: Dobra & Fontána, 1999; 208 stran; ISBN 80-86179-28-1.[4]
- ZENTRICH, Josef Antonín a ZLÁMAL, Ilja. Prevence proti rakovině a její léčba: přehled používaných metod v alternativní medicíně. 2., rozšířené vydání Olomouc: Fontána, 2003; 246 stran; ISBN 80-7336-074-8.

Spolupracovníci, přátelé, předchůdci a následovníci
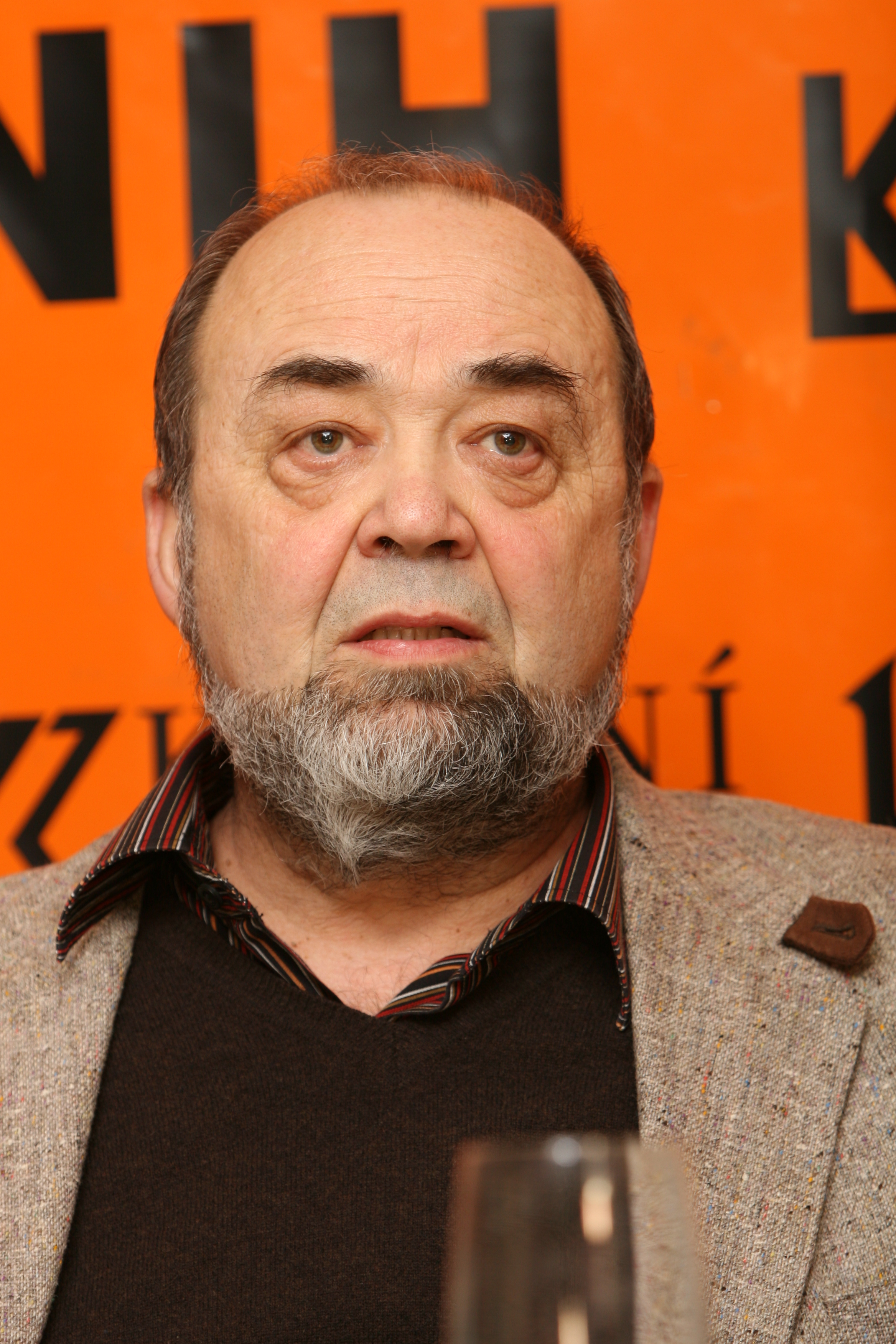
MUDr.Josef Jonáš
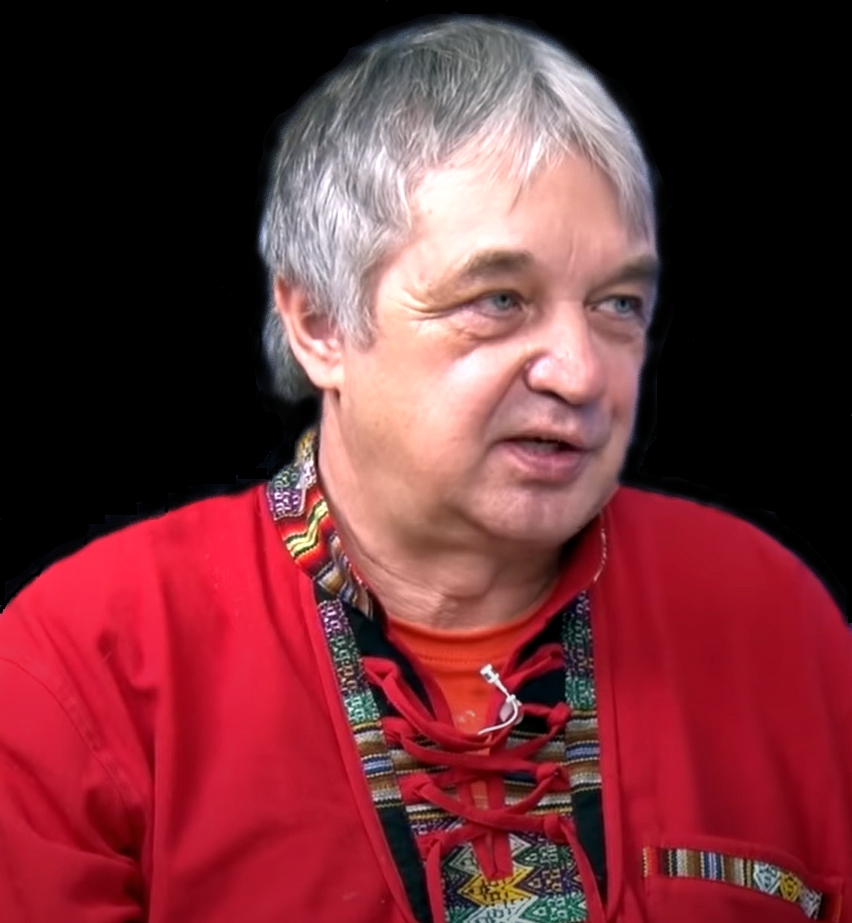
Vladimír Vytásek
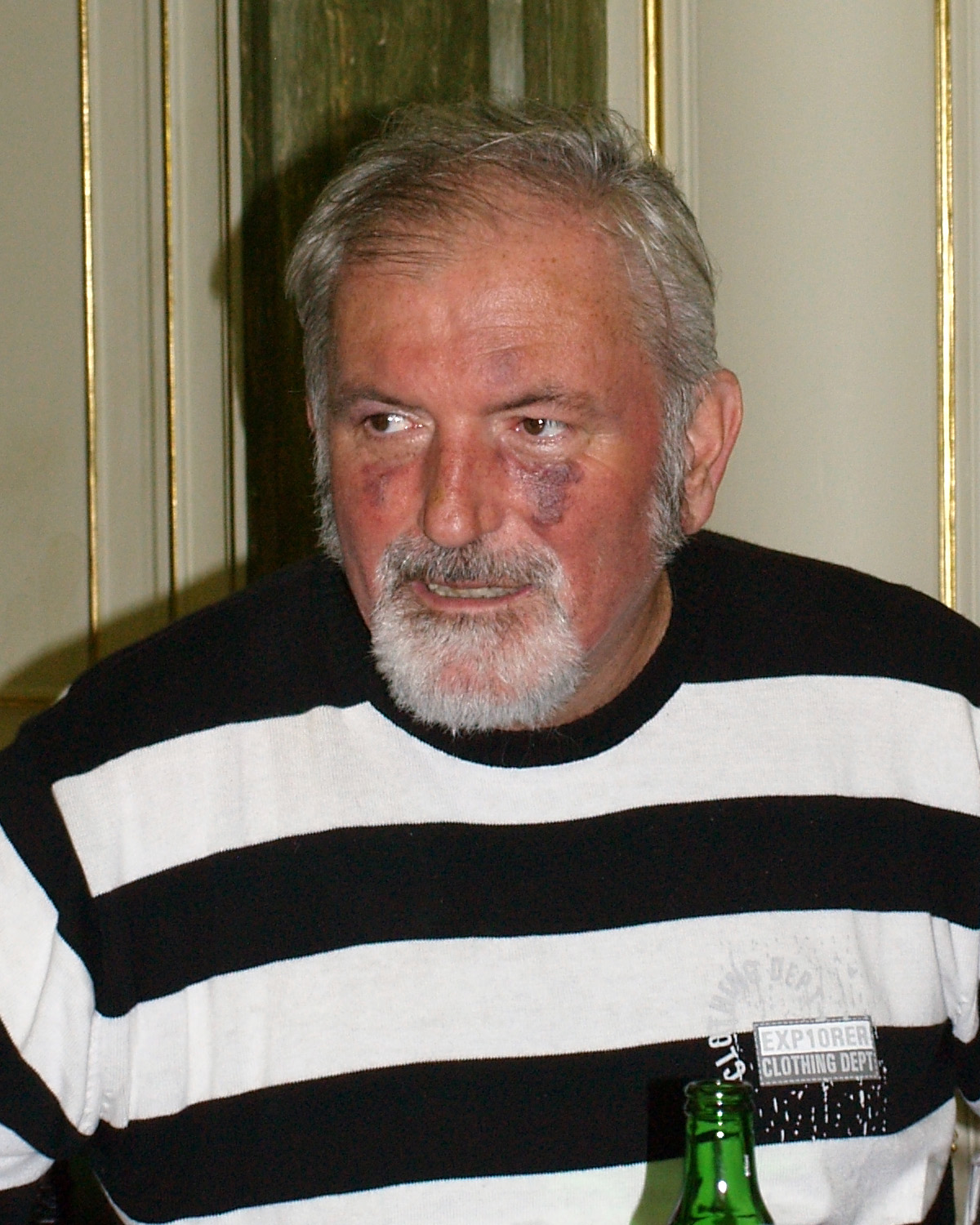
Pavel Váňa